# Leichtathletik-Weltmeisterschaften 2022/400 m der Männer

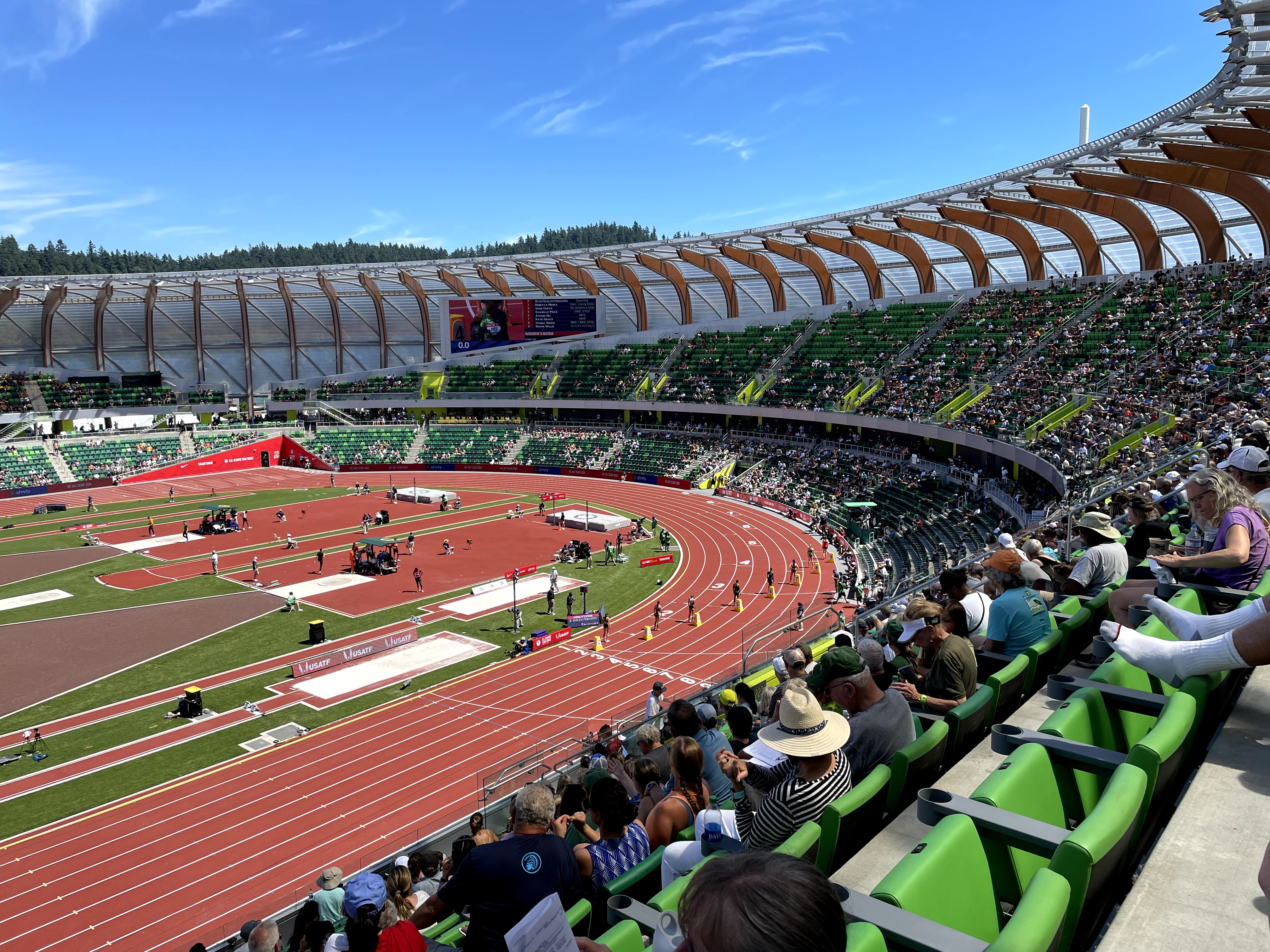
Das Stadion New Hayward Field im Jahr 2021

Der 400-Meter-Lauf der Männer bei den Leichtathletik-Weltmeisterschaften 2022 wurde vom 17. bis 22. Juli 2022 im Hayward Field der Stadt Eugene in den Vereinigten Staaten ausgetragen.
Weltmeister wurde der US-Amerikaner Michael Norman. Er gewann vor Kirani James aus Grenada. Bronze ging an den Briten Matthew Hudson-Smith.

## Bestehende Rekorde
| Weltrekord               | Wayde van Niekerk | 43,03 s | OS Rio de Janeiro, Brasilien | 14. August 2016 |
| Weltmeisterschaftsrekord | Michael Johnson   | 43,18 s | WM Sevilla, Spanien          | 26. August 1999 |

Der bestehende WM-Rekord wurde bei diesen Weltmeisterschaften nicht erreicht. Die schnellste Zeit erzielte der US-amerikanische Weltmeister Michael Norman im Finale mit 44,29 s. Damit verfehlte er den Rekord um 1,11 s. Zum Weltrekord fehlten ihm 1,26 s.

## Vorrunde
17. Juli 2022
Die Vorrunde wurde in sechs Läufen durchgeführt. Die ersten drei Wettbewerber pro Lauf – hellblau unterlegt – sowie die darüber hinaus sechs zeitschnellsten Teilnehmer – hellgrün unterlegt – qualifizierten sich für das Halbfinale.

### Vorlauf 1

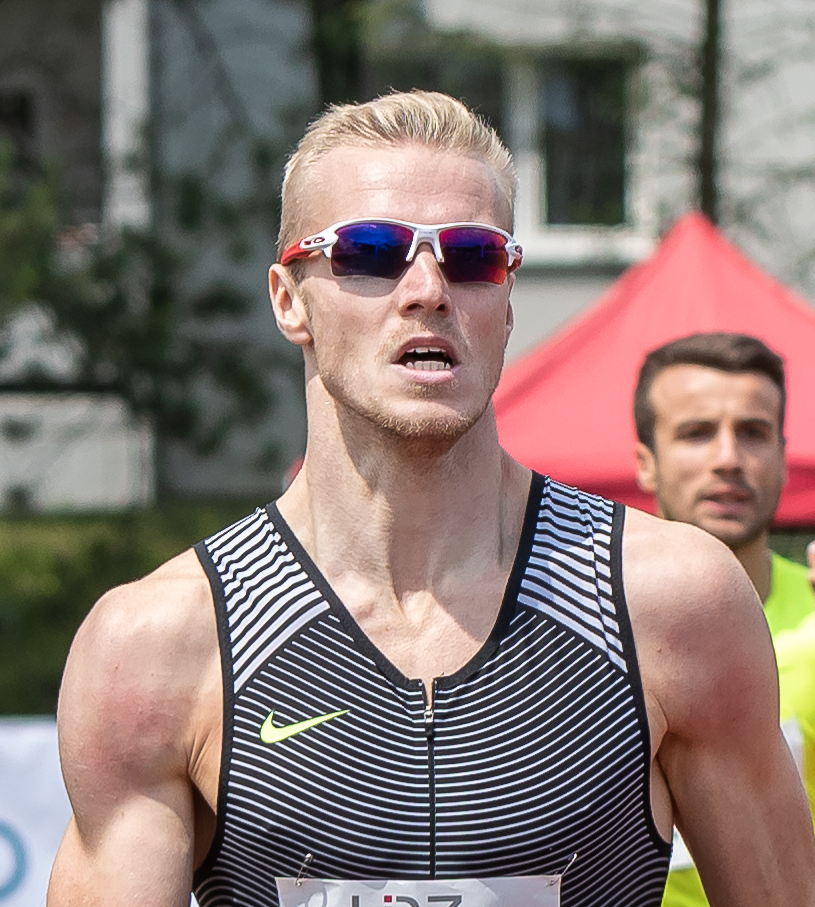
Patrik Šorm – ausgeschieden als Fünfter des ersten Vorlaufs
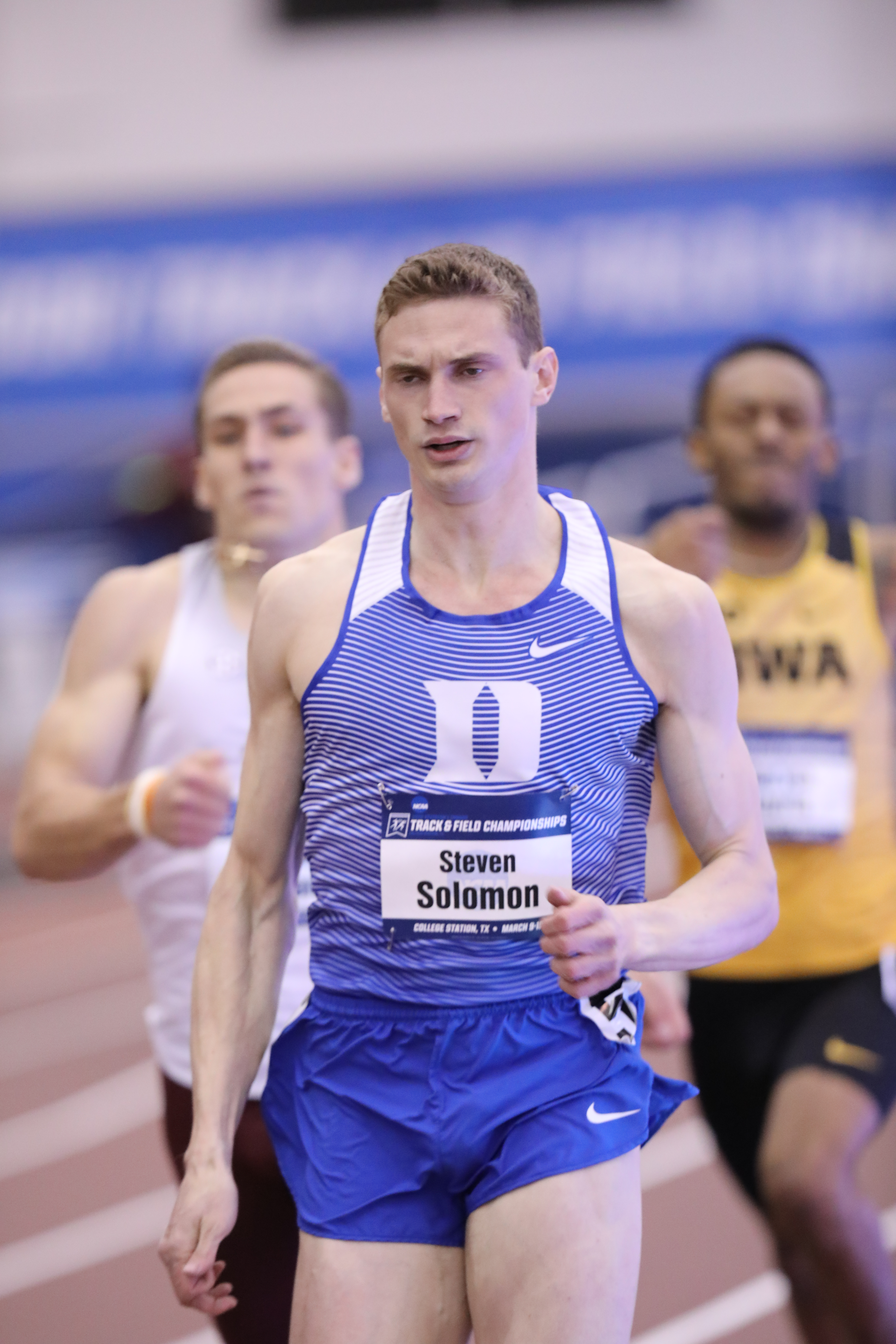
Steven Solomon – ausgeschieden als Sechster des ersten Vorlaufs

17. Juli 2022, 11:05 Uhr Ortszeit (20:05 Uhr MESZ)
| Platz | Name                | Nation         | Zeit (s) |
| ----- | ------------------- | -------------- | -------- |
| 1     | Wayde van Niekerk   | Südafrika      | 45,18    |
| 2     | Jonathan Jones      | Barbados       | 45,46    |
| 3     | Alex Haydock-Wilson | Großbritannien | 45,62    |
| 4     | Julian Walsh        | Japan          | 45,90    |
| 5     | Patrik Šorm         | Tschechien     | 46,07    |
| 6     | Steven Solomon      | Australien     | 46,87    |

### Vorlauf 2

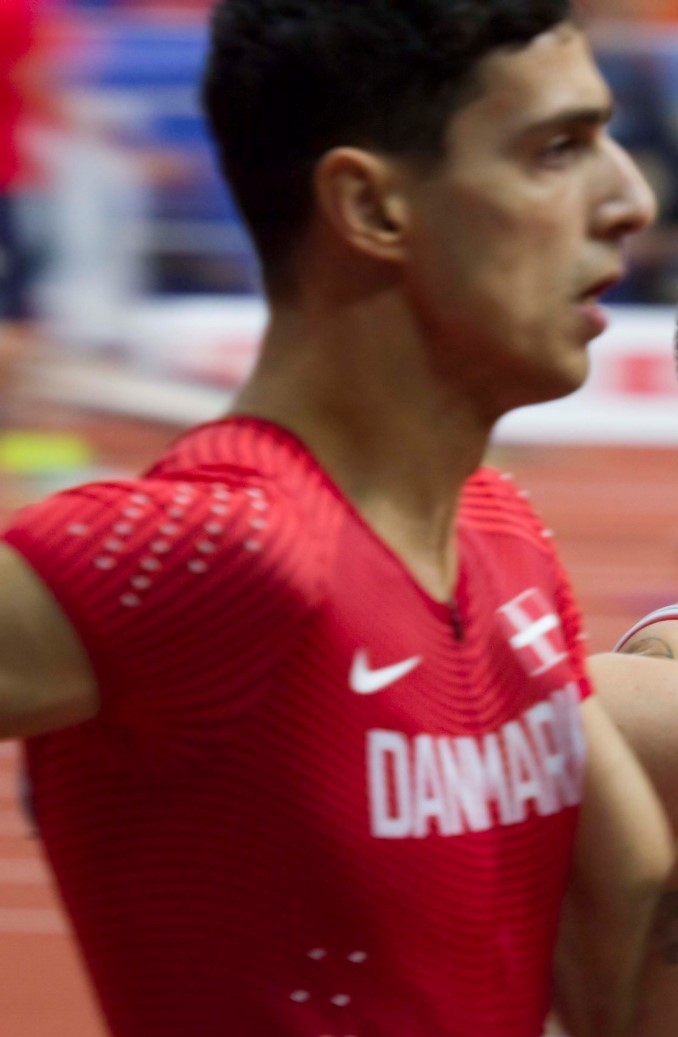
Benjamin Lobo Vedel – ausgeschieden als Fünfter des zweiten Vorlaufs
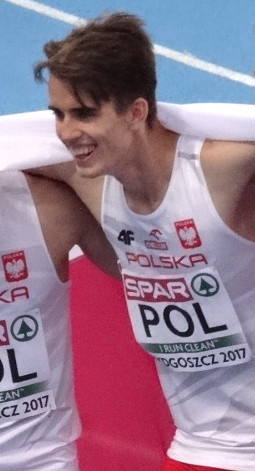
Kajetan Duszyński – ausgeschieden als Siebter des zweiten Vorlaufs

17. Juli 2022, 11:13 Uhr Ortszeit (20:13 Uhr MESZ)
| Platz | Name                | Nation    | Zeit (s) |
| ----- | ------------------- | --------- | -------- |
| 1     | Michael Norman      | USA       | 45,37    |
| 2     | Christopher Taylor  | Jamaika   | 45,68    |
| 3     | Zakithi Nene        | Südafrika | 45,69    |
| 4     | Kevin Borlée        | Belgien   | 45,72    |
| 5     | Benjamin Lobo Vedel | Dänemark  | 46,27    |
| 6     | Luis Avilés         | Mexiko    | 46,47    |
| 7     | Kajetan Duszyński   | Polen     | 46,57    |

### Vorlauf 3
17. Juli 2022, 11:21 Uhr Ortszeit (20:21 Uhr MESZ)
| Platz | Name              | Nation   | Zeit (s) |
| ----- | ----------------- | -------- | -------- |
| 1     | Michael Cherry    | USA      | 45,81    |
| 2     | Muzala Samukonga  | Sambia   | 45,82    |
| 3     | Alexander Doom    | Belgien  | 46,18    |
| 4     | Jevaughn Powell   | Jamaika  | 46,42    |
| 5     | Ricky Petrucciani | Schweiz  | 46,60    |
| 6     | Anthony Pesela    | Botswana | 47,36    |
| 7     | Obediah Timbaci   | Vanuatu  | 53,32    |

### Vorlauf 4

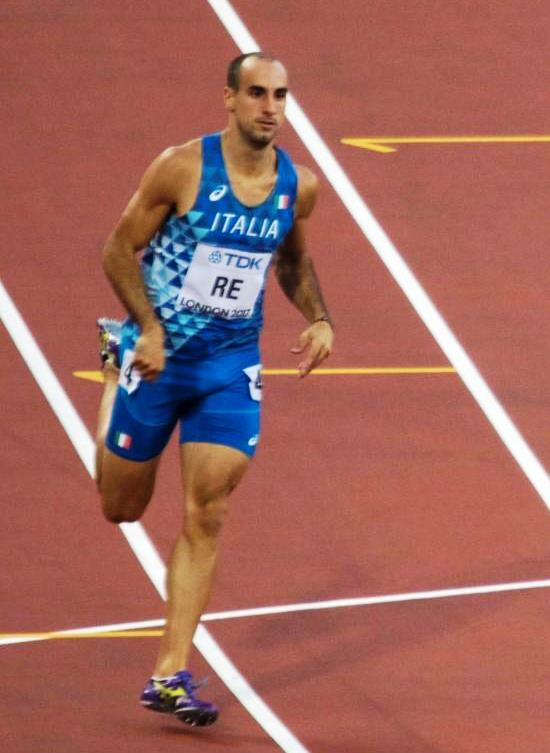
Davide Re – ausgeschieden als Fünfter
des vierten Vorlaufs

17. Juli 2022, 11:29 Uhr Ortszeit (20:29 Uhr MESZ)
| Platz | Name                | Nation              | Zeit (s) |
| ----- | ------------------- | ------------------- | -------- |
| 1     | Champion Allison    | USA                 | 45,56    |
| 2     | Dylan Borlée        | Belgien             | 45,70    |
| 3     | Isaac Makwala       | Botswana            | 45,93    |
| 4     | Michail Litwin      | Kasachstan          | 46,00    |
| 5     | Davide Re           | Italien             | 46,49    |
| 6     | Dwight St. Hillaire | Trinidad und Tobago | 46,60    |
| 7     | Boško Kijanović     | Serbien             | 46,85    |

### Vorlauf 5
17. Juli 2022, 11:37 Uhr Ortszeit (20:37 Uhr MESZ)
| Platz | Name           | Nation     | Zeit (s) |
| ----- | -------------- | ---------- | -------- |
| 1     | Kirani James   | Grenada    | 45,29    |
| 2     | Nathon Allen   | Jamaika    | 45,61    |
| 3     | Fuga Satō      | Japan      | 45,88    |
| 4     | Alexander Beck | Australien | 45,99    |
| 5     | Edoardo Scotti | Italien    | 46,46    |
| 6     | Dexter Mayorga | Nicaragua  | 48,40    |

### Vorlauf 6

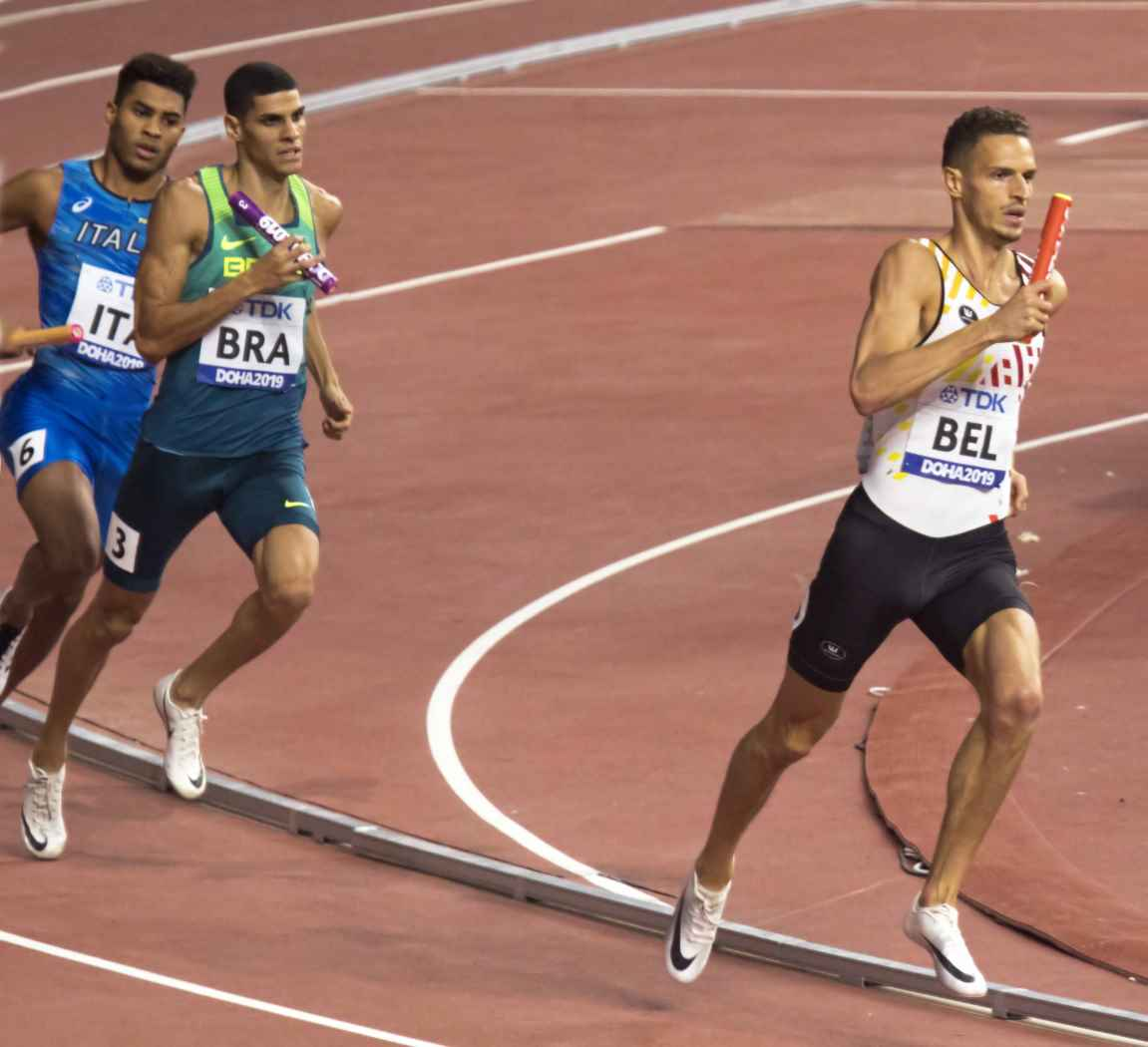
Lucas Carvalho (hier in einem Staffelrennen auf Rang zwei) schied als Sechster des sechsten Vorlaufs aus

17. Juli 2022, 11:45 Uhr Ortszeit (20:45 Uhr MESZ)
| Platz | Name                  | Nation                  | Zeit (s) |
| ----- | --------------------- | ----------------------- | -------- |
| 1     | Matthew Hudson-Smith  | Großbritannien          | 45,49    |
| 2     | Liemarvin Bonevacia   | Niederlande             | 45,82    |
| 3     | Lidio Féliz           | Dominikanische Republik | 45,87    |
| 4     | Christopher O’Donnell | Irland                  | 46,01    |
| 5     | Kaitō Kawabata        | Japan                   | 46,34    |
| 6     | Lucas Carvalho        | Brasilien               | 47,53    |
| 7     | Aiden Hazzard         | Anguilla                | 51,44    |

## Halbfinale
20. Juli 2022
Aus den drei Halbfinalläufen qualifizierten sich die jeweils ersten beiden Athleten – hellblau unterlegt – sowie die darüber hinaus zwei zeitschnellsten Läufer – hellgrün unterlegt – für das Finale.

### Halbfinallauf 1

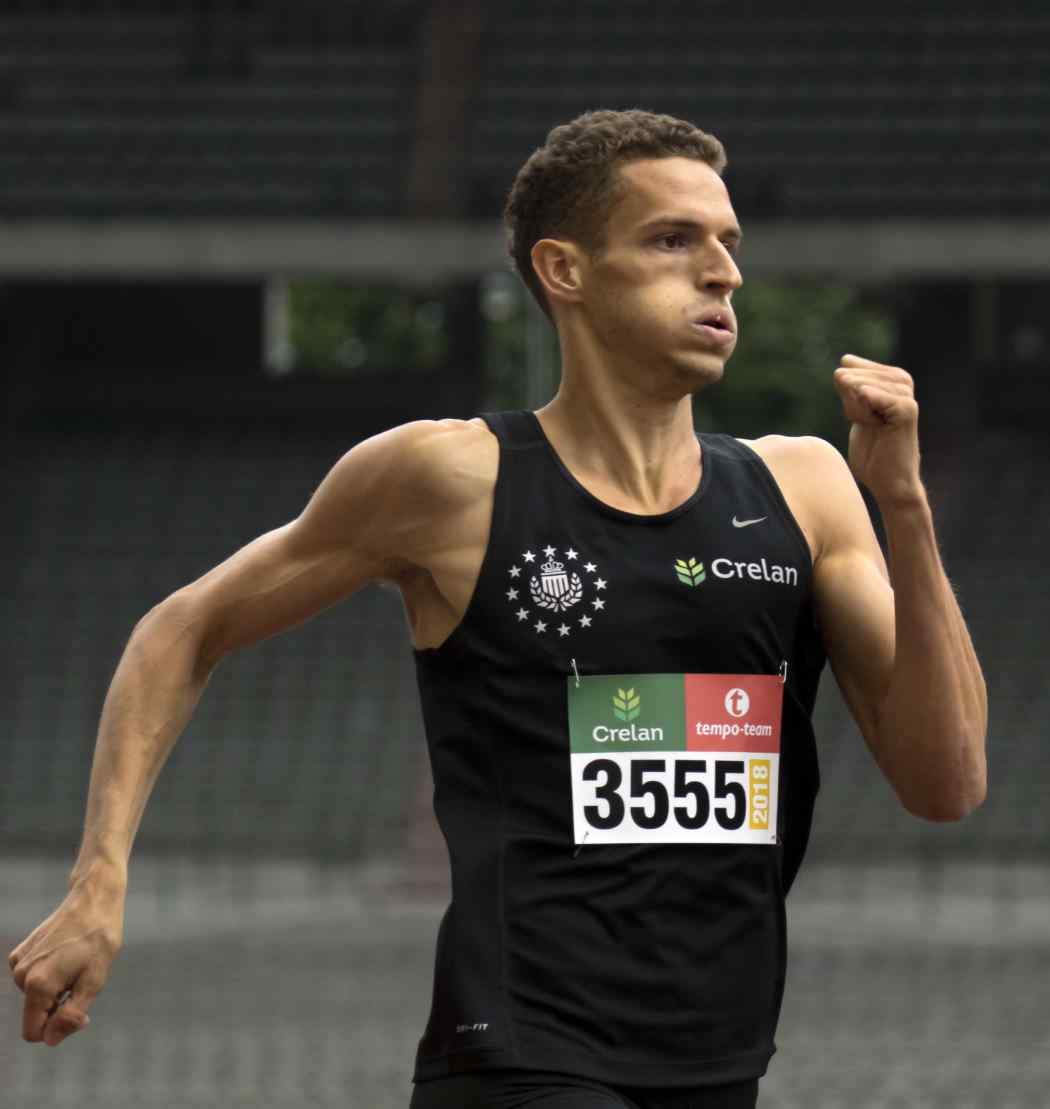
Dylan Borlée – ausgeschieden als Fünfter des ersten Halbfinals
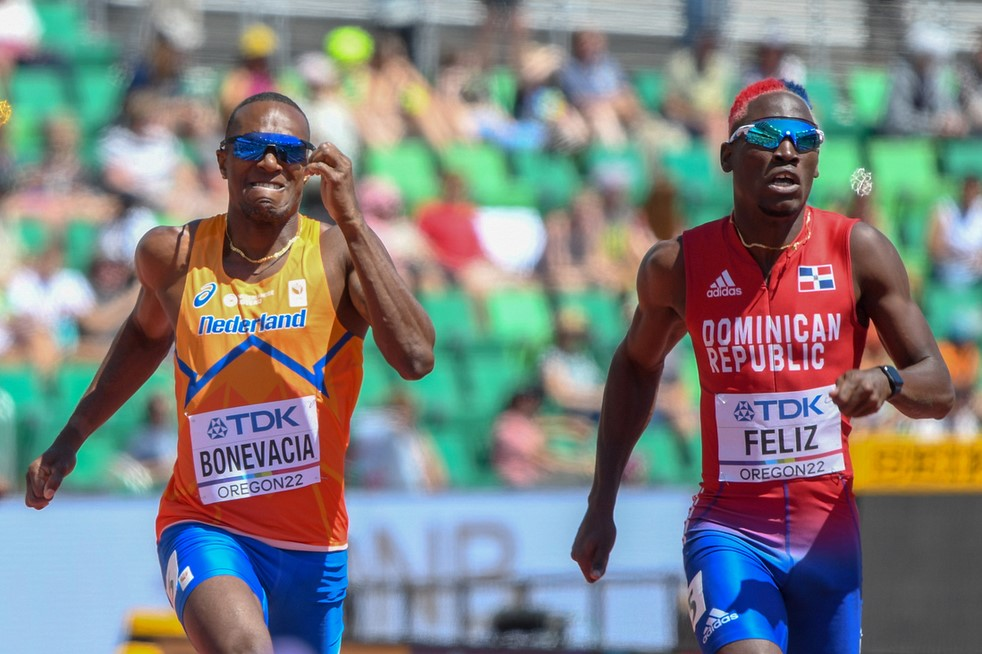
Lidio Féliz (rechts) – ausgeschieden als Siebter des ersten Halbfinals

20. Juli 2022, 19:15 Uhr Ortszeit (21. Juli 2022, 4:15 Uhr MESZ)
| Platz | Name                 | Nation                  | Zeit (s) |
| ----- | -------------------- | ----------------------- | -------- |
| 1     | Michael Norman       | USA                     | 44,30    |
| 2     | Matthew Hudson-Smith | Großbritannien          | 44,38    |
| 3     | Christopher Taylor   | Jamaika                 | 44,97    |
| 4     | Zakithi Nene         | Südafrika               | 45,24    |
| 5     | Dylan Borlée         | Belgien                 | 45,41    |
| 6     | Julian Walsh         | Japan                   | 45,75    |
| 7     | Lidio Féliz          | Dominikanische Republik | 46,19    |
| 8     | Alexander Beck       | Australien              | 46,21    |

### Halbfinallauf 2
- Michael Cherry – ausgeschieden
als Vierter des zweiten Halbfinals

20. Juli 2022, 19:23 Uhr Ortszeit (21. Juli 2022, 4:23 Uhr MESZ)
| Platz | Name                  | Nation   | Zeit (s) |
| ----- | --------------------- | -------- | -------- |
| 1     | Kirani James          | Grenada  | 44,74    |
| 2     | Bayapo Ndori          | Botswana | 44,94    |
| 3     | Muzala Samukonga      | Sambia   | 45,02    |
| 4     | Michael Cherry        | USA      | 45,28    |
| 5     | Fuga Satō             | Japan    | 45,71    |
| 6     | Alexander Doom        | Belgien  | 45,80    |
| 7     | Christopher O’Donnell | Irland   | 46,01    |
| DNF   | Nathon Allen          | Jamaika  |          |

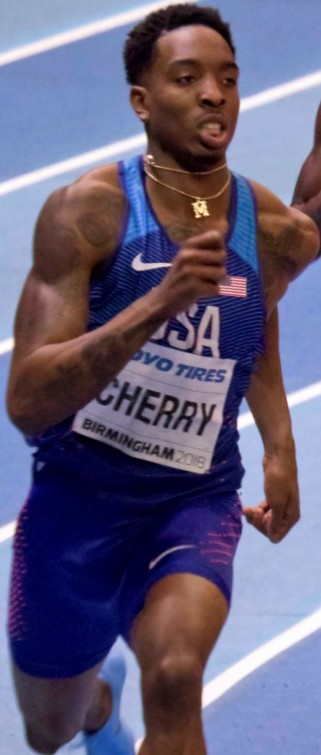
Michael Cherry – ausgeschieden als Vierter des zweiten Halbfinals

Weitere im zweiten Halbfinale ausgeschiedene Läufer:

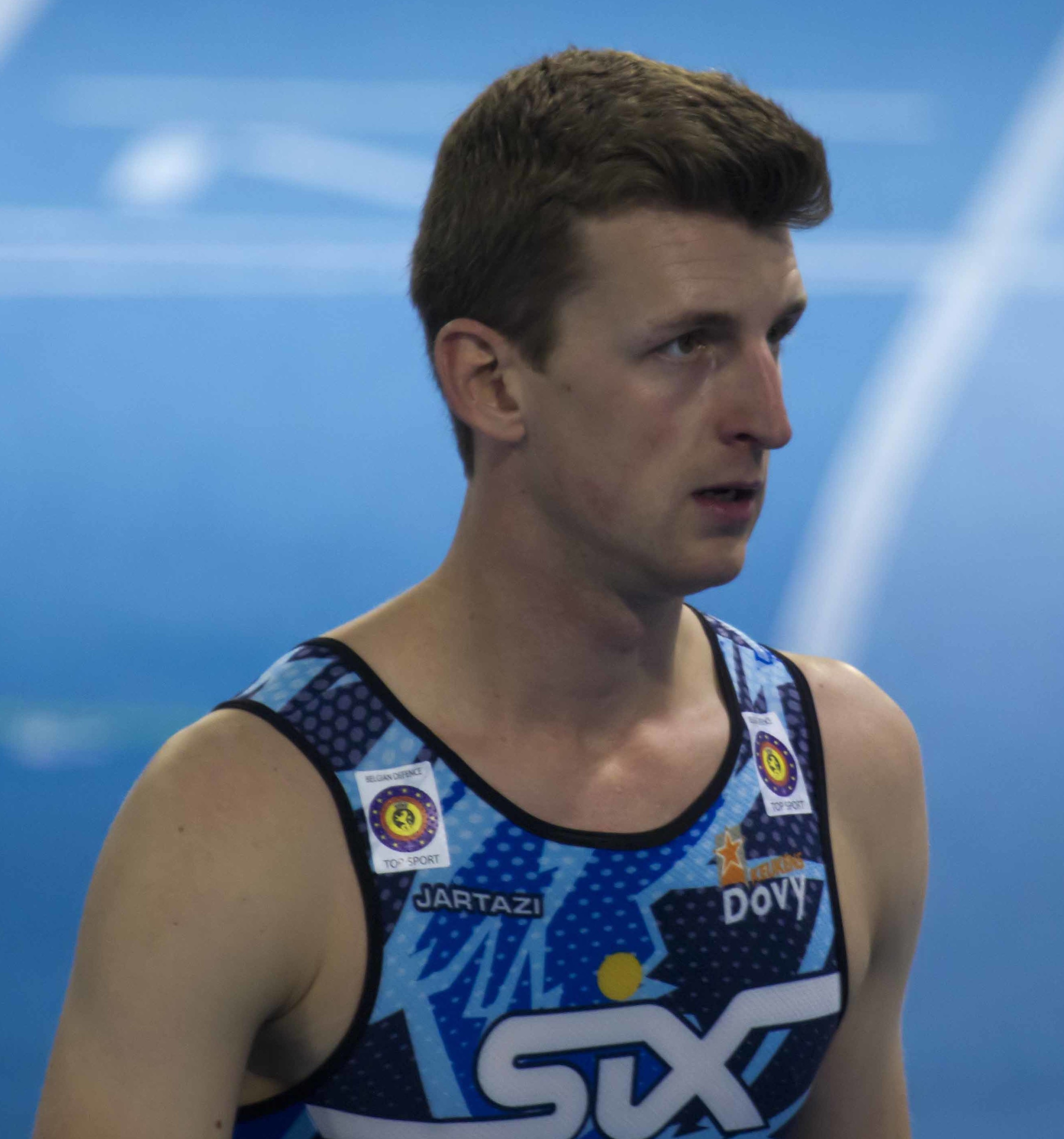
Alexander Doom – Rang sechs
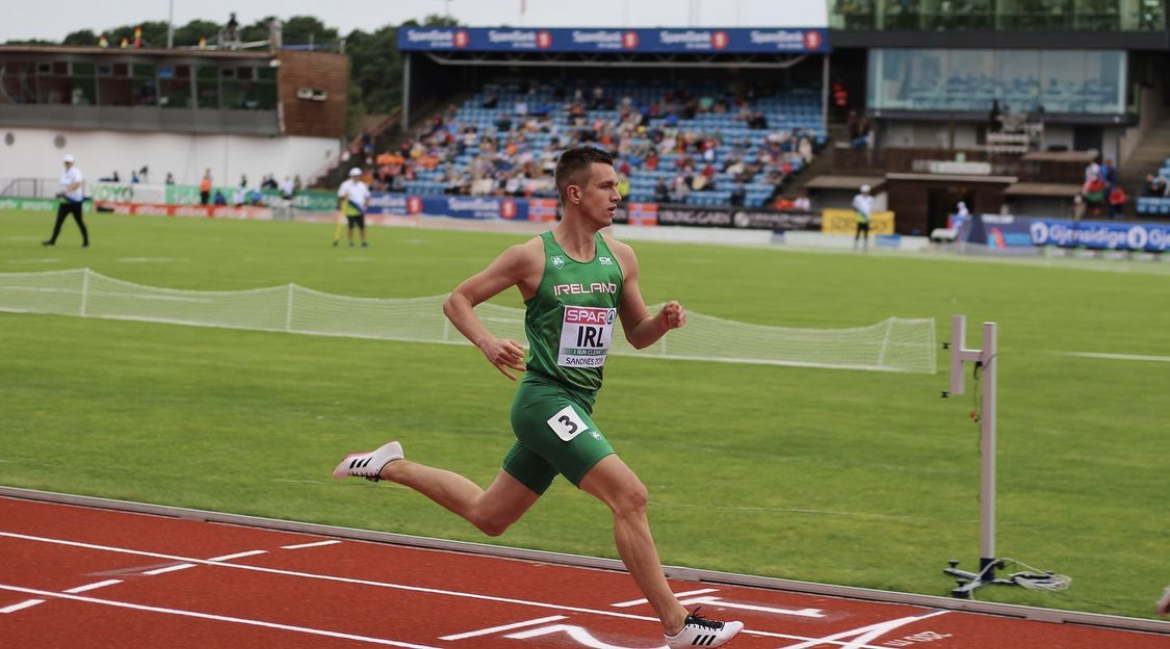
Christopher O’Donnell – Rang sieben
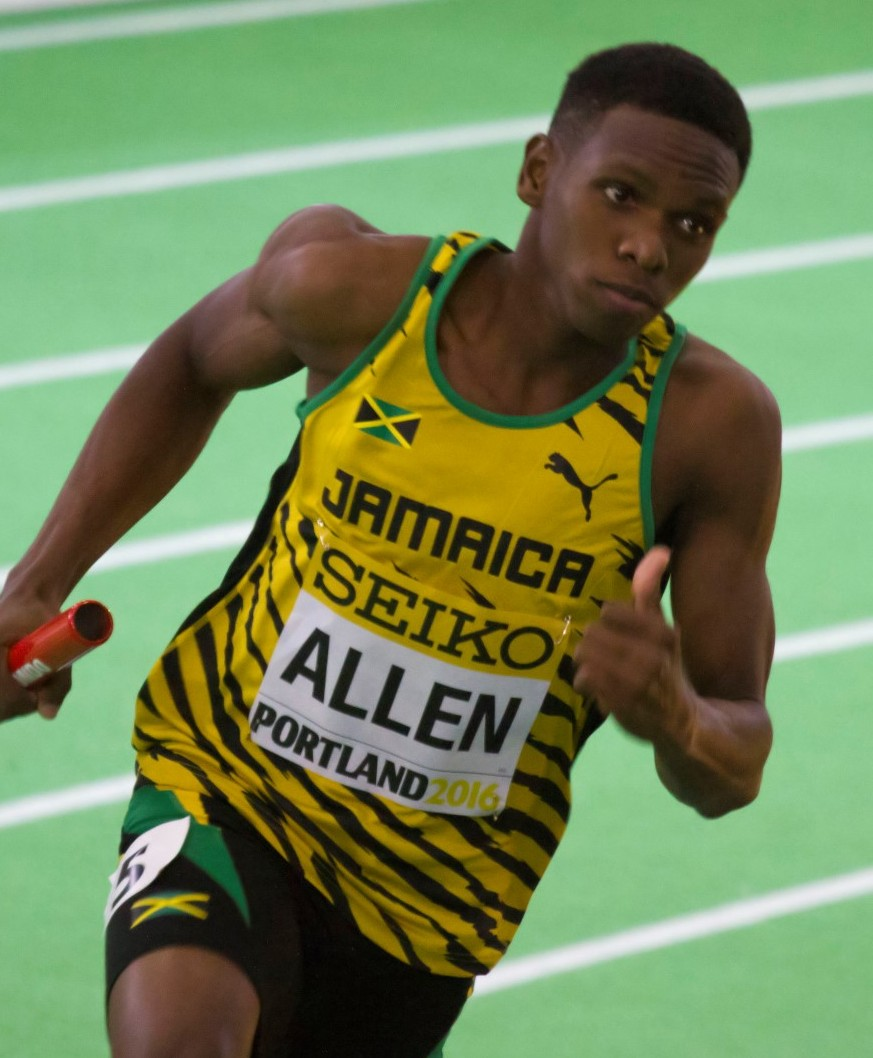
Nathon Allen kam nicht ins Ziel

### Halbfinallauf 3
20. Juli 2022, 19:31 Uhr Ortszeit (21. Juli 2022, 4:31 Uhr MESZ)
| Platz | Name                | Nation         | Zeit (s) |
| ----- | ------------------- | -------------- | -------- |
| 1     | Champion Allison    | USA            | 44,71    |
| 2     | Wayde van Niekerk   | Südafrika      | 44,75    |
| 3     | Jonathan Jones      | Barbados       | 44,78    |
| 4     | Alex Haydock-Wilson | Großbritannien | 45,08    |
| 5     | Kévin Borlée        | Belgien        | 45,26    |
| 6     | Liemarvin Bonevacia | Niederlande    | 45,50    |
| 7     | Michail Litwin      | Kasachstan     | 45,63    |
| 8     | Isaac Makwala       | Botswana       | 46,04    |

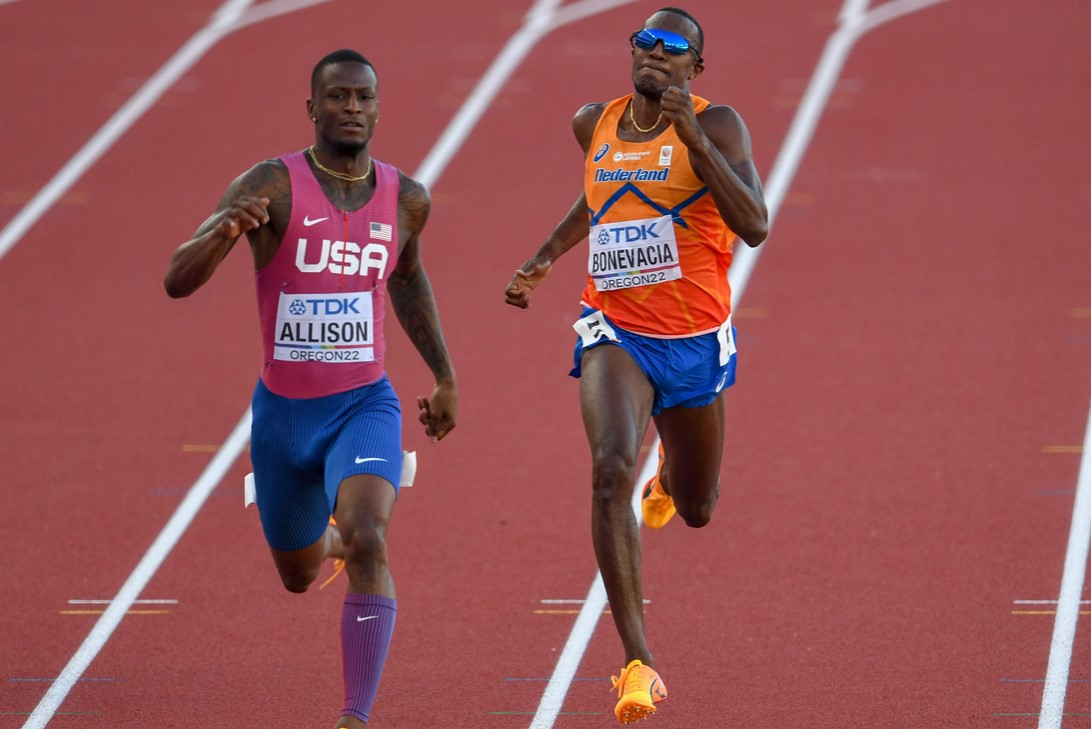
Der erstplatzierte Champion Allison und der als Sechster ausgeschiedene Liemarvin Bonevacia
im dritten Halbfinale

Weitere im dritten Halbfinale ausgeschiedene Läufer:

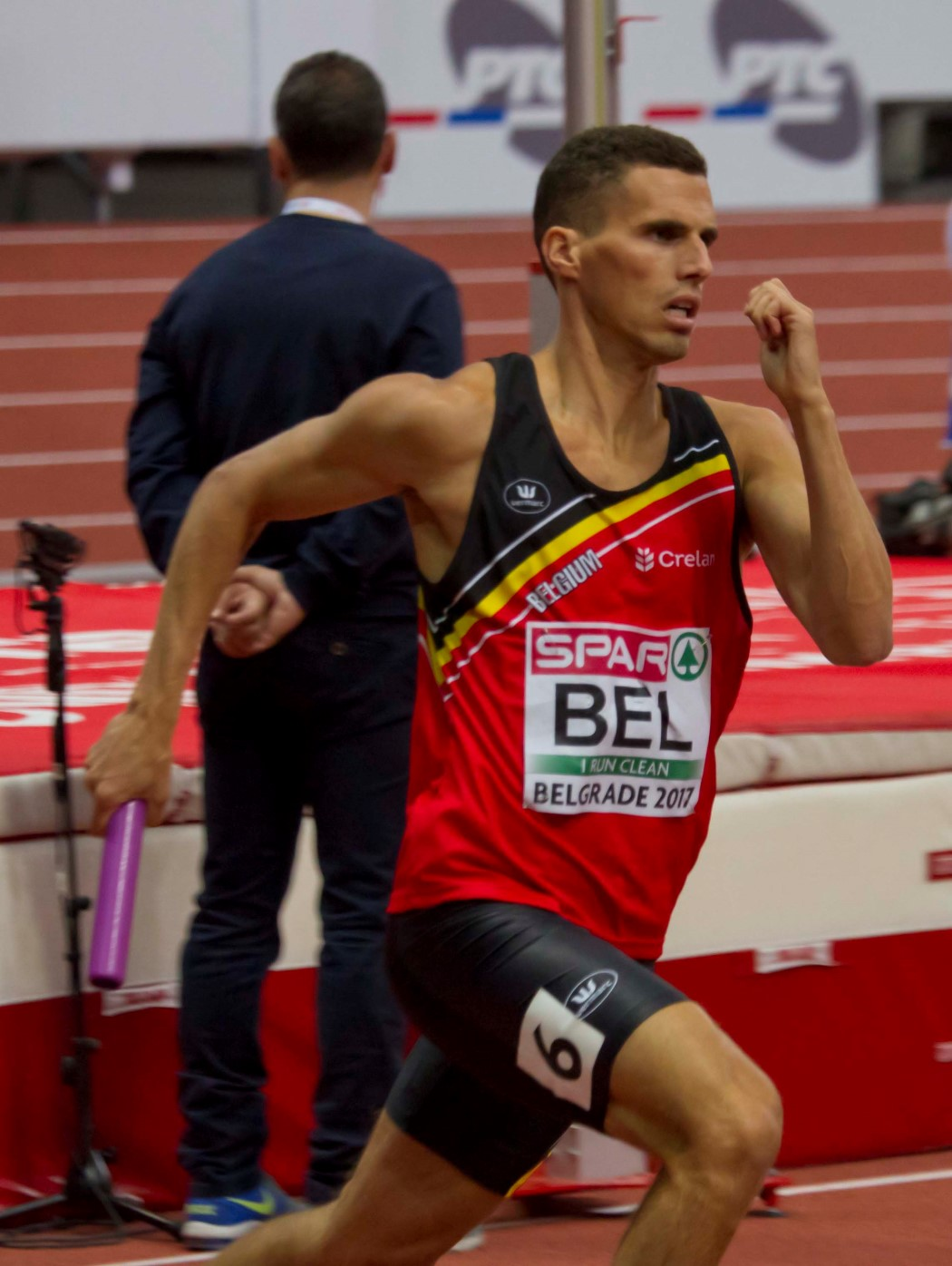
Kevin Borlée – Rang fünf
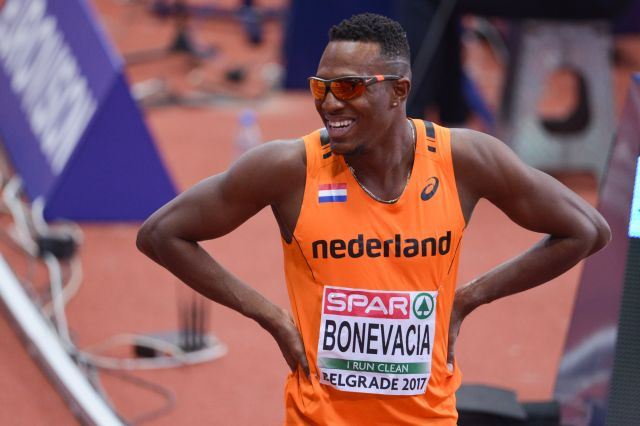
Liemarvin Bonevacia – Rang sechs
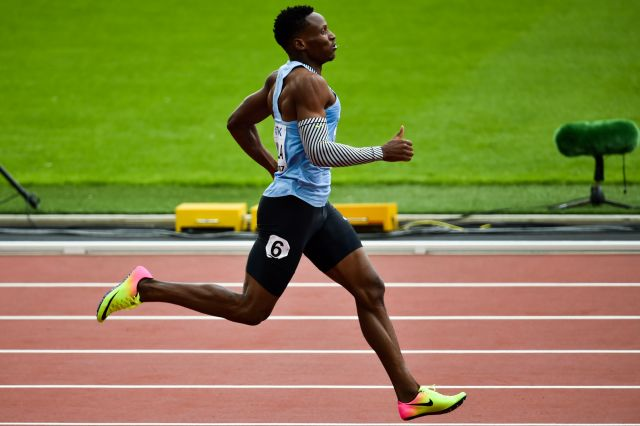
Isaac Makwala – Rang acht

## Finale

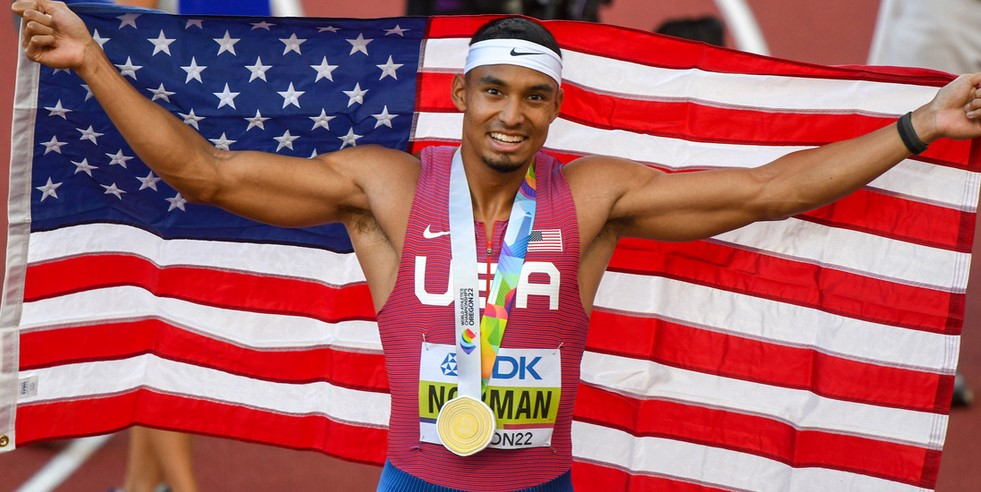
Weltmeister Michael Norman

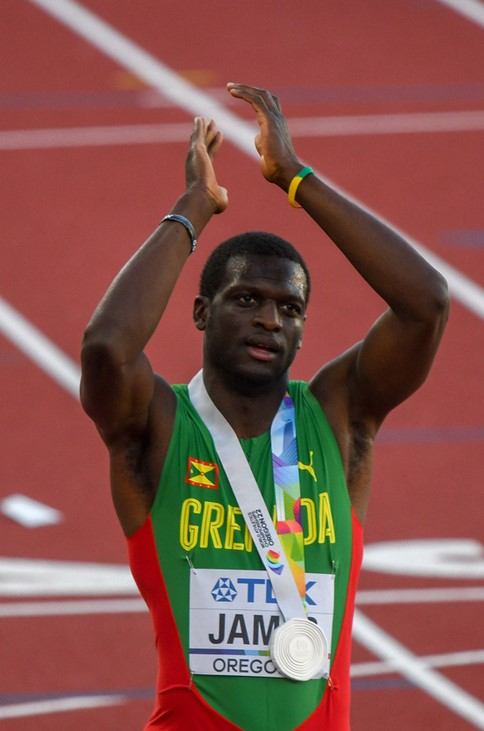
Vizeweltmeister Kirani James mit seiner Silbermedaille
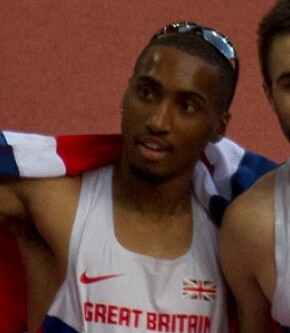
Bronzemedaillengewinner Matthew Hudson-Smith

22. Juli 2022, 19:35 Uhr Ortszeit (23. Juli 2022, 4:35 Uhr MESZ)
| Platz | Name                 | Nation         | Zeit (s) |
| ----- | -------------------- | -------------- | -------- |
| 1     | Michael Norman       | USA            | 44,29    |
| 2     | Kirani James         | Grenada        | 44,48    |
| 3     | Matthew Hudson-Smith | Großbritannien | 44,66    |
| 4     | Champion Allison     | USA            | 44,77    |
| 5     | Wayde van Niekerk    | Südafrika      | 44,97    |
| 6     | Bayapo Ndori         | Botswana       | 45,29    |
| 7     | Christopher Taylor   | Jamaika        | 45,30    |
| 8     | Jonathan Jones       | Barbados       | 46,13    |

- Vizeweltmeister Kirani James
mit seiner Silbermedaille
- Bronzemedaillengewinner
Matthew Hudson-Smith

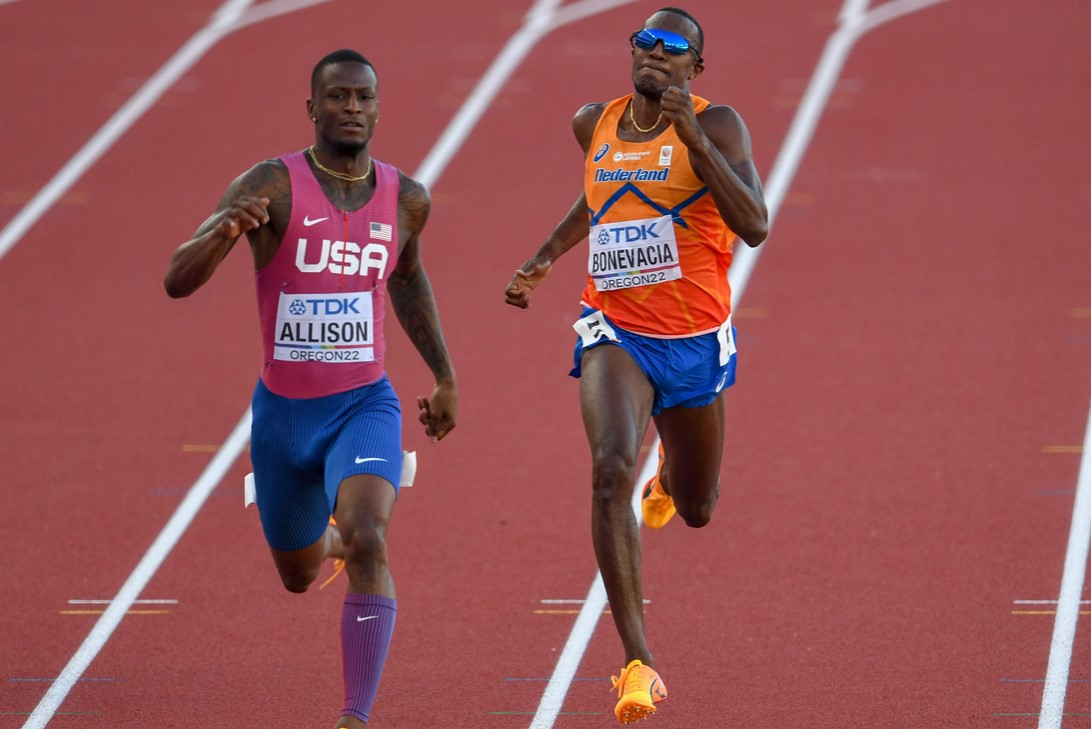
Champion Allison (hier im dritten Halbfinale) kam auf den vierten Platz
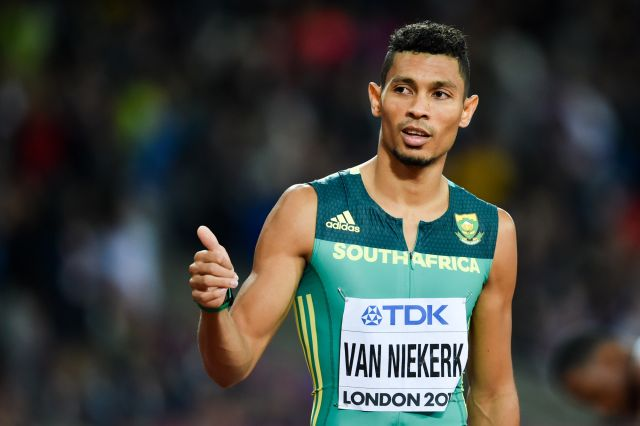
Wayde van Niekerk, der diese Disziplin von 2015 bis 2017 dominiert hatte, belegte Rang fünf
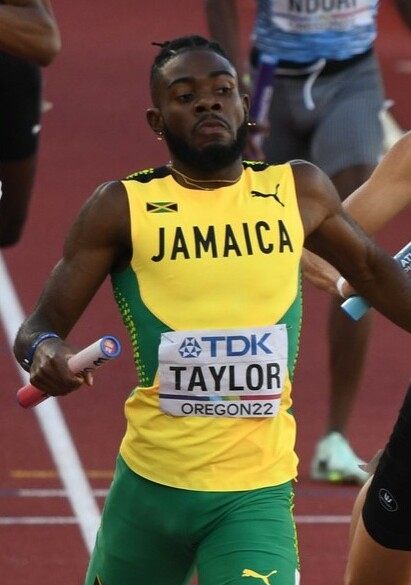
Christopher Taylor (hier in der 4-mal-400-Meter-Staffel) erreichte Platz sieben

## Video
- Men's 400m Final world champs Eugene 2022, youtube.com, abgerufen am 4. August 2022